# Hans von Vignau
Hans von Vignau (Weimar, Turíngia, 1869- 1955) fou un compositor alemany.
Cursà els estudis de piano i composició a Berlín, amb Deppes i Taubert, i més tard amb Fehsen, Issert i Sohulz-Dornburg en el Conservatori de Colònia. Va publicar molta música de cambra, lieder, i obres corals.
De la seva obra total destaquen:
- Sinfonische Festvorspiel, per a agran orquestra (1900),
- Gesangsquartette, amb acompanyament de piano (1904),
- Festlicher Marsch,
- Ländliches Tanidyll, poema (1910).

Els lieder, construïts a base de melodies populars alemanyes, són molt apreciats pels professionals.